# Martutene
Martutene est un quartier situé au sud de Saint-Sébastien (Pays basque - Espagne) dans les rivages de la rivière Urumea, entre les quartiers de  Loyola, et de la localité d'Astigarraga. Dans ce quartier, se trouve la prison éponyme, prison de Martutene.
Ses festivités coïncident avec la fête du Pilar, le 12 octobre. Pendant ces dernières a lieu, entre autres choses, une foire au cidre (Sagardo Eguna jour du cidre en basque) et de produits agricoles, où les agriculteurs exposent et vendent tout type de produits. Des jeux pour enfants sont également organisés, ainsi qu'un cross populaire et autres activités complètent les diverses manifestations de cette fête.
Depuis l'année 2006, le quartier dispose un terrain de football dans la catégorie Regional Preferente, le Martutene K.E.. Bien qu'en 2007 ils soient descendus et se trouvent aujourd'hui à la 1ª Regional et se battent pour ne pas descendre au niveau inférieur.
Selon le recensement de 2004 il comptait 2 712 habitants.

## Histoire

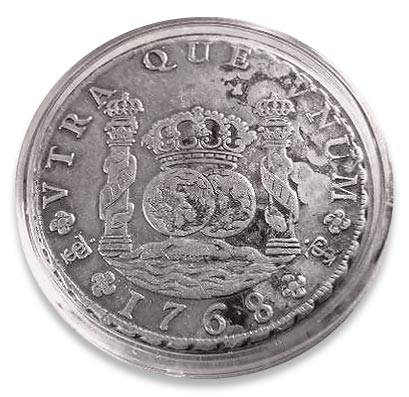
Réal d'argent colonial espagnol forgé dans la maison de la monnaie de Potosí, province du Haut-Pérou, en 1768.

Le nom du quartier est issu de la ferme Martutene, aujourd'hui bar-bureau de tabac Estanco, avec le pont qui traverse l'Urumea. On a la certitude que ce pont et la ferme existaient déjà en 1841, par une lettre adressée au maire de Saint-Sébastien le 7 mars 1846 demandant l'approbation de 670 de  réals pour réparer le pont de bois qui se trouvait en mauvais état.
Le début du quartier de Martutene comme tel, se produit quand, propulsé par le président de la  compagnie du tramway qui unissait Saint-Sébastien et Hernani à travers la vallée de l'Urumea, un groupe de chefs d'entreprise promouvra la construction d'une série de maisons de champ (casas de campo), autour d'un grand parc destiné au loisir et au sport. Le parc était dans les terrains de la ferme Larrañategui, où se trouve actuellement l'ancien collège des Augustins.
Durant 1906 on construit les premières maisons solariegas , dans la crique gauche de l'Urumea, près du pont et de la ferme Martutene. On peut dire que ceux-ci sont les premiers petits palais et le parc d'agrément qui sont à l'origine de ce quartier.
En 1908 on inaugure une arène, dans la crique droite mais étant donné le peu de succès de cette dernière elle sera démolie en 1923 et on construit une série de maisons familiales. Le parc a été fermé en 1912, mais il a continué à être un lieu de promenades et pèlerinages. C'est pour cette raison qu'en 1929 on a ouvert les jardins, qu'on a appelés Campos Eliseos.
En 1948, le centre pénitentiaire a été inauguré, entre Loyola et Martutene. Parmi les prisonniers, on compte l'activiste et militante basque Empar Pineda. Le quartier avait déjà commencé à changer, avec la création de petites usines et d'ateliers, le quartier acquérant un caractère plus industriel contre le caractère aristocratique et ludique qu'il avait eu à ses origines.
Actuellement, c'est un environnement à caractère rural, industriel et résidentiel, où coexistent des fermes (de moins en moins), cidreries, villas, et barres de logements avec de petites et moyennes industries. Il existe une série grands projets et d'infrastructures qui ont déjà modifié l'environnement et vont affecter dans une grand moitié le quartier, par exemple : la périphérie de Saint-Sébastien, projet de nouveaux logements à Antondegi, trains à haute vitesse, etc.

## Rues du quartier
- Alto de Antondegi, Chemin du / Antondegi Gaineko Bidea
- Ander Arzelus Luzear, Place de / Ander Arzelus Luzear Plaza
- Artolategi, Rue / Artolategi Kalea
- Apostolado, Rue del / Apostolutza Kalea
- Barkaiztegi, Chemin de / Barkaiztegi Bidea
- Basozabal, Chemin de / Basozabal Bidea
- Elenategi, Rue de / Elenategi Kalea
- Eguzki Eder, Rue de / Eguzki Eder Kalea
- Goiaztxiki, Chemin de / Goiaztxiki Bidea
- Goizueta, Rue de / Goizueta Kalea
- Hípica, Chemin de la / Hipika Bidea
- Ibaialde, Rue de / Ibaialde Kalea
- Irasmoene, Rue de / Irasmoene Kalea
- Larrañategi, Chemin de / Larrañategi Bidea
- Lugañene, Allée de / Lugañene Pasealekua
- Lugañene, Pont de / Lugañeneko Zubia
- Marie Curie, Parc de / Marie Curie Parkea
- Marrus, Chemin de / Marrus Bidea
- Martutene, Allée de / Martutene Pasealekua
- Mateo Errota, Rue / Mateo Errota Kalea
- Muntogorri, Chemin de / Muntogorri Bidea
- Nuestra Señora del Pilar, Grupo / Pilarreko Andre Mariaren Auzunea
- Okendotegi, Chemin de / Okendotegi Bidea
- Petritegi, Chemin de / Petritegi Bidea
- Sarroeta, Allée de / Sarroeta Pasealekua
- Tranvía, Rue du / Tranbia Kalea
- Ubarburu, Allée de / Ubarburu Pasealekua
- Ubegi, Traversée de / Ubegi Zeharbidea

## Associations
- Martutene Kirol Elkartea : club de football du quartier.

## Équipements
- Centre partenaire culturel Etxarriene.
- Maison des jeunes Gazte Lekua[3].
- Cárcel de Martutene.
- Polygone 27 : elle est la principale zone industrielle, non seulement de Martutene mais de la ville de Saint-Sébastien.

## Prison de Martutene
C'est le seul centre pénitentiaire situé dans la province du Guipuscoa. Il possède une capacité de 150 détenus bien qu'au début de 2007 elle en ai accueilli 320. Cette prison a été construite en 1948, et bien qu'elle ait subie diverses restaurations/réparations, elle se trouve dans un état désuet et on prévoit sa fermeture à moyen terme avec la construction d'une nouvelle prison au Guipuscoa.
La prison est considérée généralement comme la limite entre les quartiers de Loyola et de Martutene et bien qu'elle porte le nom du deuxième des quartiers, la mairie de Saint-Sébastien dans son répertoire des rues municipales la considère comme faisant partie de Loyola.